# Cédric Mingiedi Mpembele
Cédric Mingiedi M'Pembele (5 december 1994) is een middenvelder die voor KV Mechelen speelt.

## Statistieken
| Seizoen         | Club                   | Competitie                | Competitie | Competitie | Play-offs | Play-offs | Beker | Beker | Totaal | Totaal |
| Seizoen         | Club                   | Competitie                | Wed.       | Dlp.       | Wed.      | Dlp.      | Wed.  | Dlp.  | Wed.   | Dlp.   |
| --------------- | ---------------------- | ------------------------- | ---------- | ---------- | --------- | --------- | ----- | ----- | ------ | ------ |
| 2011-2012       | Sporting Lokeren       | Jupiler Pro League        | 0          | 0          | 0         | 0         | 0     | 0     | 0      | 0      |
| 2012-2013       | Sporting Lokeren       | Jupiler Pro League        | 0          | 0          | 0         | 0         | 0     | 0     | 0      | 0      |
| 2013-2014       | Sporting Lokeren       | Jupiler Pro League        | 1          | 0          | 0         | 0         | 0     | 0     | 1      | 0      |
| 2014-2015       | Sporting Lokeren       | Jupiler Pro League        | 0          | 0          | 0         | 0         | 1     | 0     | 1      | 0      |
| 2015-2016       | KV Mechelen            | Jupiler Pro League        | 0          | 0          | 0         | 0         | 0     | 0     | 0      | 0      |
| 2016-2017       | → VW Hamme             | Derde klasse A            | 4          | 0          | 0         | 0         | 0     | 0     | 4      | 0      |
| 2017-2018       | KV Mechelen            | Eerste klasse A           | 0          | 0          | 0         | 0         | 0     | 0     | 0      | 0      |
| 2018-2019       | KFC Gerda Sint-Niklaas | 3de Prov. Oost-Vlaanderen | 0          | 0          | 0         | 0         | 0     | 0     | 0      | 0      |
| Carrière totaal | Carrière totaal        | Carrière totaal           | 5          | 0          | 0         | 0         | 1     | 0     | 6      | 0      |